# Kaka yo
Albums de Papa Wemba & Les Bana Malongi
Nkunzi  Lele
(2006) Notre Pere (Rumba)
(2010)
Kaka yo ! est un album de l’artiste congolais Papa Wemba avec l’orchestre Les Bana Malongi sorti en 2008.

## Liste des titres
| No  | Titre                      | Auteur                         | Durée |
| --- | -------------------------- | ------------------------------ | ----- |
| 1.  | Kaka Yo !                  | Papa Wemba                     | 09:55 |
| 2.  | Barcelone                  | Papa Wemba                     | 06:10 |
| 3.  | Belle Inconnue (Piano Bar) | Papa Wemba & Olivier Tshimanga | 04:25 |
| 4.  | De Castro                  | Senado Cleaver                 | 06:54 |
| 5.  | Reviens Amanda             | tchika                         | 07:44 |
| 6.  | Inter Folk                 | Senado Cleaver                 | 06:46 |
| 7.  | Libongo                    | Papa Wemba                     | 07:05 |
| 8.  | Affection                  | Chabrown                       | 06:08 |
| 9.  | 5 Dernières Minutes        | Papa Wemba                     | 07:31 |
| 10. | Mon Jardin Secret          | Papa Wemba Michel Lorentz      | 04:06 |
| 11. | Par-Ci,Par-Là              | Costa Pinto                    | 06:31 |
| 12. | Nzungu Na Kifinuku         | Papa Wemba                     | 06:34 |

## Musiciens ayant participé à l’album
- Chanteur
  - Pathy Patcheco  (Chanteur)
  - Christian Lema (Chanteur)
  - Apocalypse YaJean(Chanteur)
  - Chabrown (Chanteur)
  - Alain Wemba (Chanteur)
  - Guylain Madova (Chanteur)
  - Echapéé (Chanteur)
  - Djo Le Noir (Chanteur)
  - Archange (Chanteur)
  - Savanet (Chanteur)
  - Papa Wemba (Chanteur)

- Guitares
  - Olivier Tshimanga (Guitare Solo)
  - Dady Bola (Guitare  Mi Soliste, Solo)
  - Zamba La Foret (Guitare Mi Soliste, Rythmique)
  - Rodrigue Solo ( Guitare Solo)
  - Costa Pinto (Guitare Rythmique)

- Bassiste
  - Tosha Fulakanda Bass (Bassiste)
  - Olivier Tshimanga (Bassiste)

- Batterie
  - Daddy Peuf (Batteurs)

- Percussions
  - Likayabu Mbonda (Congas)
  - Itshari Mbonda (Congas)

- Synthé
  - Ceda Cedric (Claviers)

- Animateur
  - Biscuit Des Ecoliers ( Animateur)
  - CPP Atalaku (Animateur)
  - Bob Djamousket (Animateur)

- Danseuses
  - Bénédicte McCarthy
  - Patricia Kassa
  - Julie Mulanga
  - Angèle Pelouse
  - Lydie Muscador
  - Kwede Molema
  - Les Gosses Beaux